# Apollinaire Guidimbaye
 (avril 2024).
Apollinaire Guidimbaye est un artiste plasticien tchadien du XXIe siècle connu sous le nom de Doff, qui signifie "fou" en wolof.

## Biographie

### Jeunesse et formation
Doff est né le 12 septembre 1983 à Massénya,  une ville située à 165 km de N'Djamena, la capitale tchadienne.
Ses parents sont originaires de la province du Logone-Oriental située au Sud-Ouest du Tchad. Il est le dixième d'une fratrie de douze enfants. Sa mère est teinturière et l'un de ses frères est peintre. Enfant, il utilise des boîtes de conserve pour fabriquer ses jouets.
Il souhaite initialement devenir mécanicien et apprend à assembler les métaux en observant son oncle qui travaille dans un atelier de réparation automobile.  Autodidacte, il s'initie également très jeune à la marqueterie. 

### Carrière artistique
La carrière de Doff prend un nouveau tournant lorsqu'en 2018 il est sélectionné, en tant que jeune talent pour participer à un atelier de l'AtWork Tour "I had a dream” de la Fondation Moleskine, animé par le critique d'art camerounais Simon Njami.
Doff a exposé ses œuvres dans de nombreuses galeries en France, en Suisse, aux États-Unis, et en Afrique, notamment au Tchad, en Côte d'Ivoire et au Gabon.
Il a également participé à plusieurs résidences d'artistes en Côte d'Ivoire, au Gabon et en France.
En 2022, l'ambassade de France désigne Doff meilleur artiste de l'année 2021 dans le cadre de la plateforme « Le Tchad d’abord »  qui récompense chaque année des citoyens tchadiens qui se sont distingués dans une discipline particulière.
La même année, l'exposition Au cœur du noir, Monochromes… dans la galerie Art-Z à Paris présente plusieurs de ses tableaux abstraits réalisés à partir de matières recyclées.
En avril 2025, la Galerie Vallois à Paris a présenté la première exposition monographique en France de l’artiste, intitulée L’œuvre au noir. 

### Style et thématique
Pour créer ses œuvres, Doff utilise divers déchets (gaines de pneus brûlés, tongs usagées, douilles de balles, boîtes de conserve, cendres, morceaux de toitures...), des circuits imprimés, ainsi que du plaxalu (calandrite, un matériau revêtement à base de bitume présenté en rouleaux que l'on jointe entre eux à l'aide d'un chalumeau).
Il explique qu'il a été surnommé Doff ("le fou" en wolof") car « là d’où je viens, ce sont les fous qui passent du temps dans les dépotoirs ».
Profondément préoccupé par la dégradation de l'environnement, il dénonce le gaspillage de nos sociétés et s'attache, à travers ses œuvres, à transmettre des valeurs écologiques.
Il aborde également des sujets tels que l'excision, qui peuvent être considérés comme tabous dans les sociétés africaines.
Plusieurs de ses tableaux évoquent les enfants soldats, la guerre qui a particulièrement marqué son pays depuis son indépendance en 1960, et l'immigration illégale.
Ses œuvres font également référence à certaines traditions de la culture tchadienne. Par exemple, il utilise dans ses tableaux, des colliers de perles, que les jeunes garçons portent lors des rituels d’initiation.
La couleur noire tient une grande place dans ses tableaux.

### Influences
Il est notamment influencé par les artistes Jean-Michel Basquiat et Pierre Soulages, auquel il voue une grande admiration pour son utilisation de la couleur noire.

### Contribution au développement de l'art contemporain au Tchad
En 2020, Il crée l'association Knock on Art, qui a pour objectif de valoriser et de promouvoir l’art contemporain africain au Tchad. Cette association est à l'initiative de l'ouverture de la galerie “Kei-Kor” (qui signifie "maison du forgeron" en ngambay), dans le quartier Sabangali de N'Djamena, en octobre 2024,.

## Expositions

### 2017
- Le Temps, Institut français au Tchad, N'Djamena, Tchad

### 2019
- Intemporalité, Institut français du Tchad, N'Djamena, Tchad L'Homme Africain, Les Vivres de l'Art, Bordeaux, France Douala Art Fair, Douala, Cameroun

### 2021
- Habiter la terre, Galerie Art-Z, Paris
- « Afriques au Carré » (le off de la foire AKAA), Carreau du Temple, Paris

### 2022
- Au cœur du noir, Monochromes…., Galerie Art-Z, Paris

### 2024
- Unravel Iron / Défaire le Fer, Ambassade du Tchad, Washington DC, États-Unis

- Le Fil du Sahara, Ngala African Art Space, Zürich, Suisse

### 2025
- L’œuvre au noir, Galerie Vallois, Paris